# Thamnophilus murinus
A Thamnophilus murinus a madarak osztályának verébalakúak (Passeriformes) rendjébe és a hangyászmadárfélék (Thamnophilidae) családjába tartozó faj.

## Rendszerezése
A fajt Philip Lutley Sclater és Osbert Salvin írták le 1868-ban.

## Alfajai
- Thamnophilus murinus canipennis Todd, 1927
- Thamnophilus murinus cayennensis Todd, 1927
- Thamnophilus murinus murinus P. L. Sclater & Salvin, 1868[2]

## Előfordulása
Dél-Amerikában, Bolívia, Brazília, Kolumbia, Ecuador, Francia Guyana, Guyana, Peru, Suriname és Venezuela területén honos. Természetes élőhelyei a szubtrópusi vagy trópusi síkvidéki esőerdők és száraz erdők. Állandó, nem vonuló faj.

## Megjelenése
Testhossza 14 centiméter, testtömeg 17–20 gramm.

## Életmódja
Különböző rovarokkal táplálkozik.

## Természetvédelmi helyzete
Az elterjedési területe rendkívül nagy, egyedszáma ugyan csökken, de még nem éri el a kritikus szintet. A Természetvédelmi Világszövetség Vörös listáján nem fenyegetett fajként szerepel.